# Psychotria longipaniculata
Psychotria longipaniculata är en måreväxtart som beskrevs av Seymour Hans Sohmer. Psychotria longipaniculata ingår i släktet Psychotria och familjen måreväxter. Inga underarter finns listade i Catalogue of Life.